# Hoher Brand
Der Hohe Brand ist ein 802,8 m ü. NHN hoher Berg im Westerzgebirge und befindet sich im Vogtlandkreis in Sachsen. 

## Geographische Lage und Naturraum
Der Hohe Brand erhebt sich etwa 5 km westsüdwestlich von Klingenthal zwischen der  tschechischen Grenze und dem Zwotatal. Er ist vollständig bewaldet. Naturräumlich wird der Berg heute nicht mehr zum Elstergebirge gerechnet, sondern bildet den Hoher Hahn-Bergrücken, der als Teil des Klingenthaler Bergrückens nach naturräumlichen Gesichtspunkten zum Westerzgebirge gehört. In Bezug auf die geologischen und geomorphologischen Rahmenbedingungen liegt der Hohe Brand im Vogtland (Südvogtländisch-Westerzgebirgische Querzone).

## Geschichte und Tourismus
Auf dem Hohen Brand steht ein Triangulationsstein der königlich-sächsischen Landesvermessung. Bei Schnee führt die 9 km lange „Hohe-Brand-Loipe“ über den Berg. Diese verläuft zwischen dem Parkplatz „Gopplasgrüner Höhe“ an der Bundesstraße 283 und dem Erlbacher Ortsteil Landesgemeinde. Für Familien ist eine 5 km lange Loipe ausgeschildert.

## Bildergalerie

Parkplatz am Hohen Brand, Einstieg zur Loipe
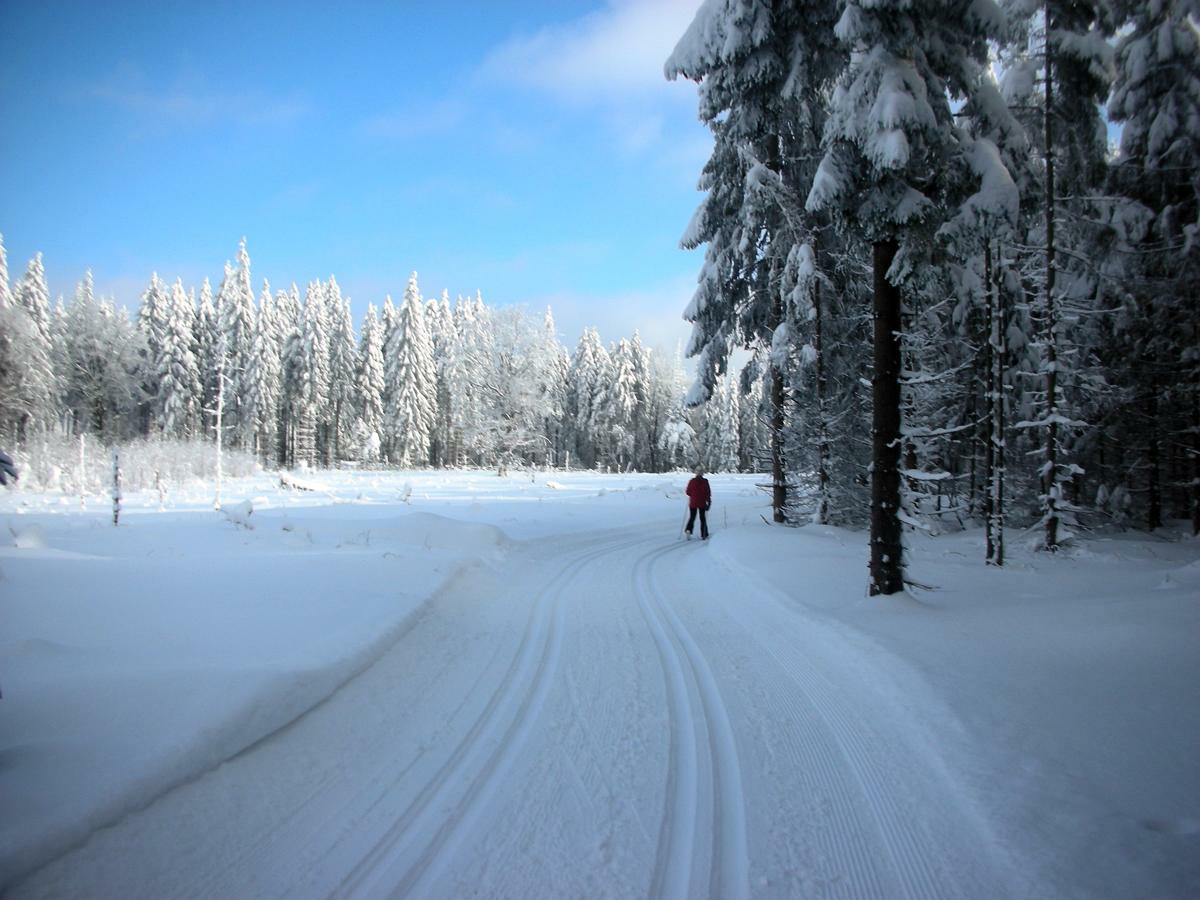
Loipe 9 km gespurt
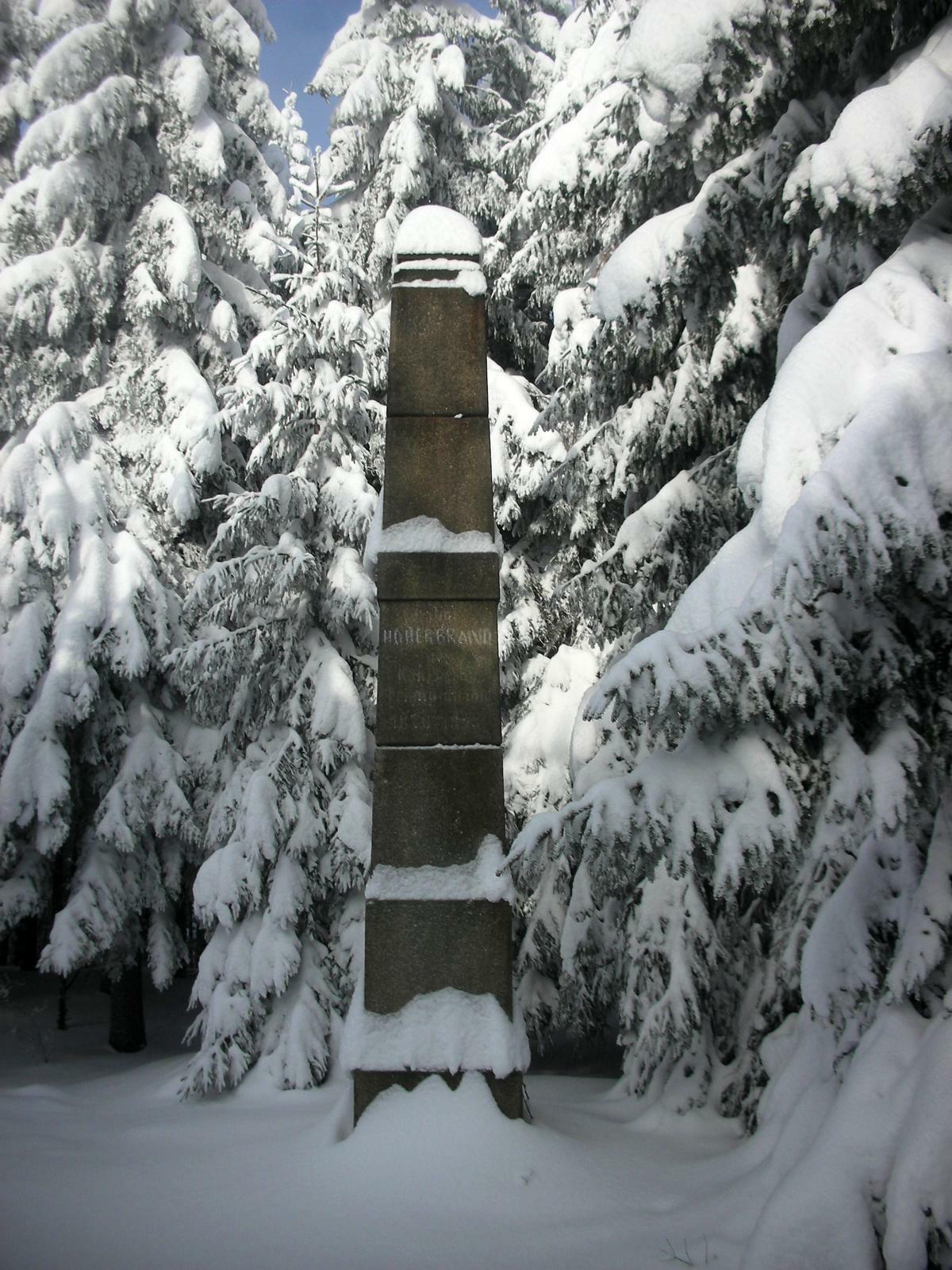
Triangulationssäule auf dem Hohen Brand
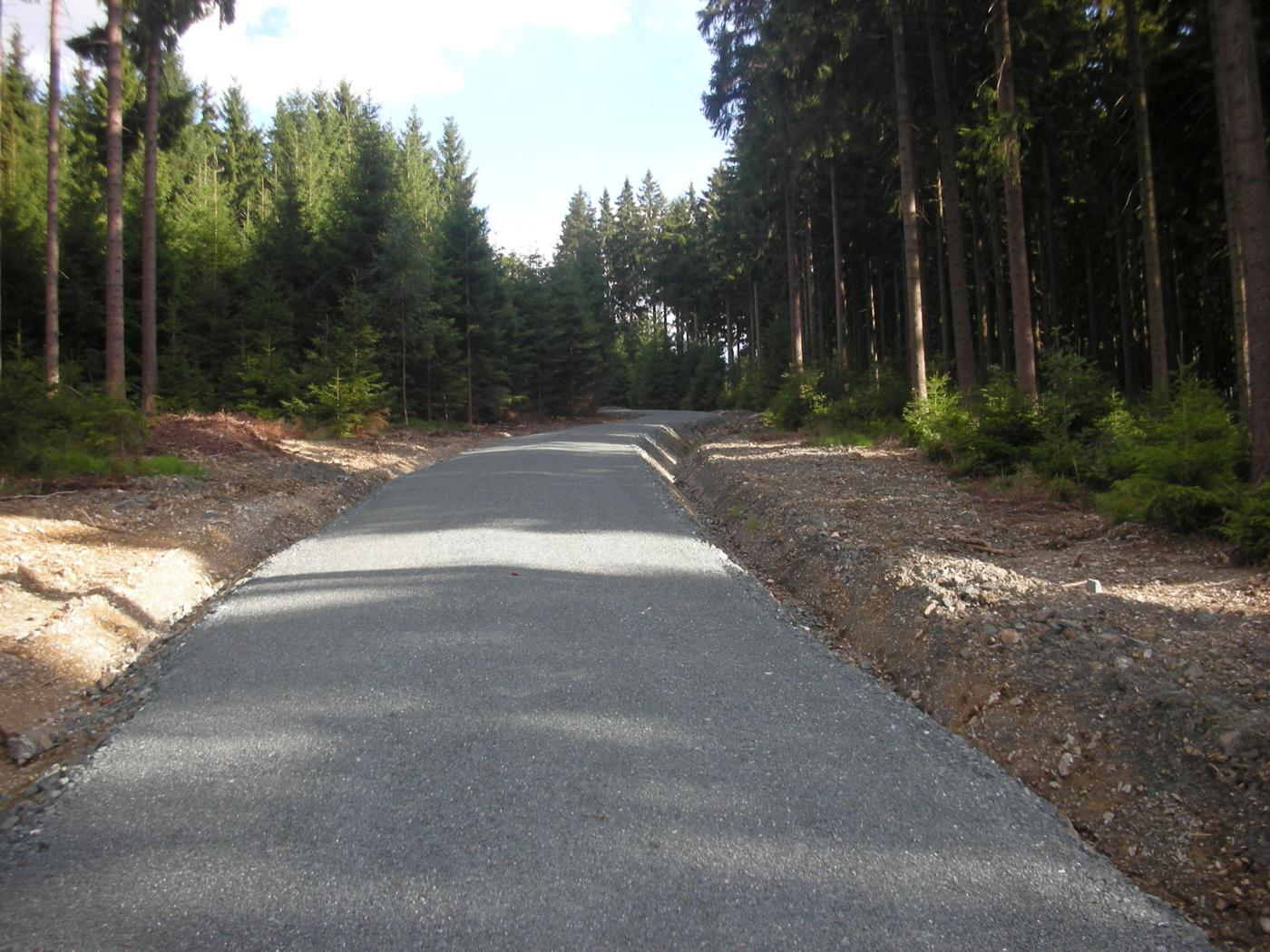
Wegebau am Hohen Brand im Jahr 2010
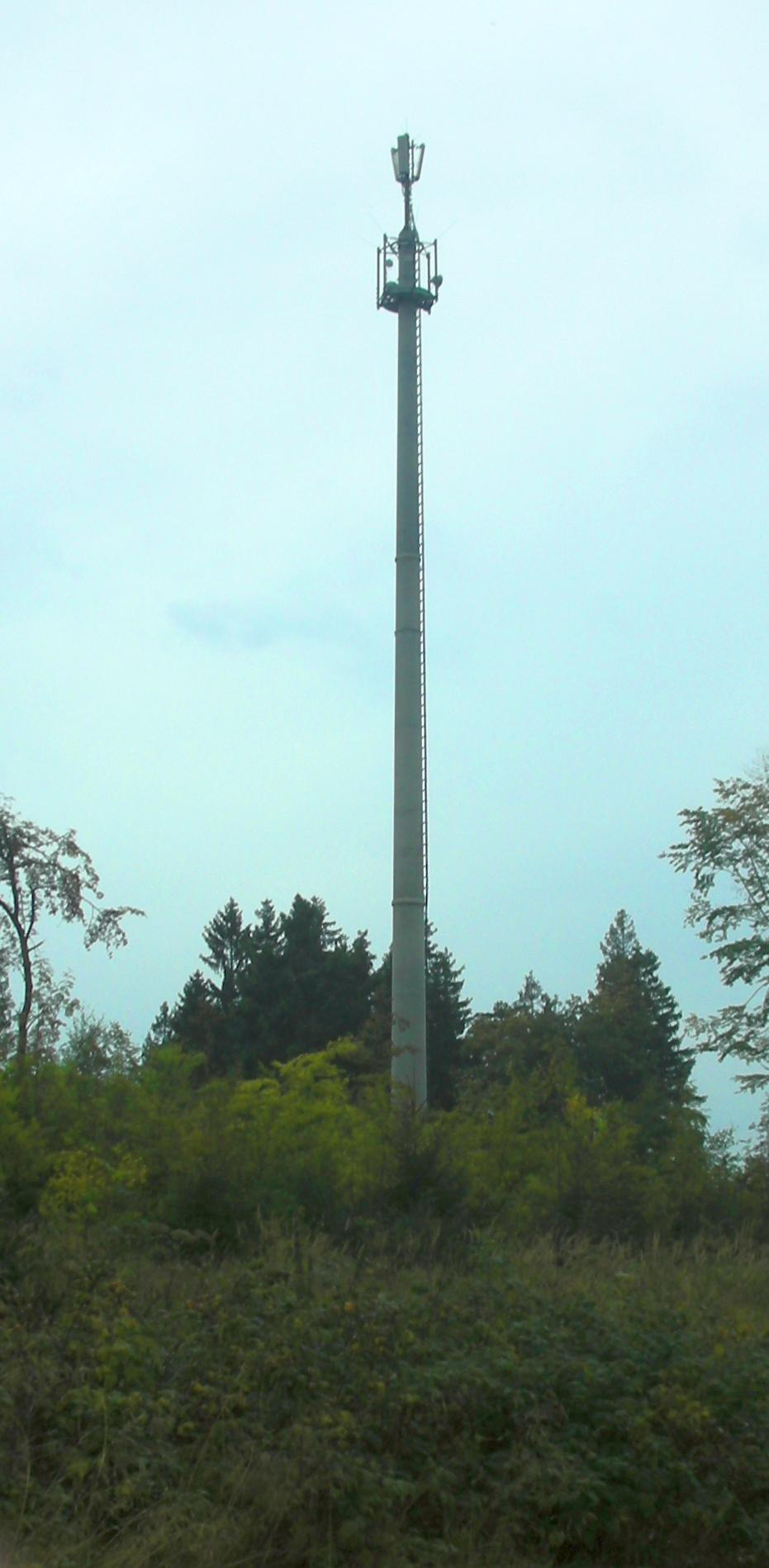
Funkturm am Pferdestallweg
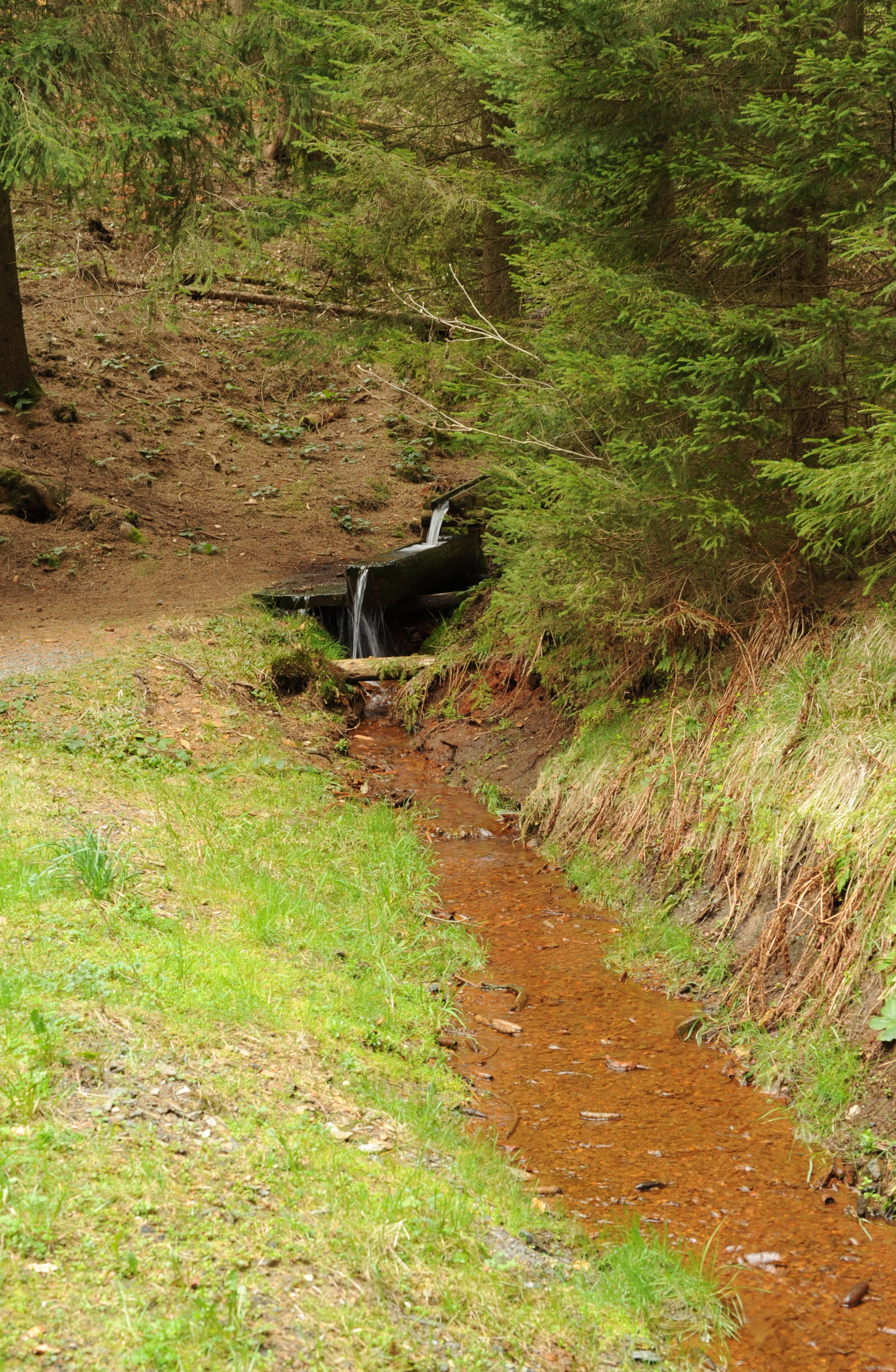
Eisenquelle am südlichen Abhang